# Gone Is Gone
Gone Is Gone – amerykańska supergrupa wykonująca rock alternatywny. Powstała w 2016 roku z inicjatywy basisty i wokalisty Troya Sandersa, członka formacji Mastodon, gitarzysty Troya van Leeuwena, znanego m.in. z występów w grupie Queens of the Stone Age, perkusisty Tony’ego Hajjara, członka formacji At the Drive-In, oraz multiinstrumentalisty Mike’a Zarina.
8 lipca 2016 roku nakładem wytwórni muzycznej Rise Records do sprzedaży trafił debiutancki minialbum formacji zatytułowany Gone Is Gone. Wydawnictwo dotarło do 7. miejsca listy Billboard Heatseekers Albums w Stanach Zjednoczonych, sprzedając się w nakładzie niespełna 3 tys. egzemplarzy w przeciągu trzech tygodni od dnia premiery. Materiał był promowany teledyskami do utworów „Starlight” i „Stolen From Me”.
6 stycznia 2017 roku, ponownie nakładem oficyny Rise Records, ukazał się pierwszy album długogrający zespołu pt. Echolocation. W ramach promocji do pochodzących z płyty piosenek – „Gift” i „Dublin” – zostały zrealizowane teledyski. W dniu premiery albumu grupa dała ekskluzywny koncert w Troubadour, w West Hollywood, podczas którego muzycy zaprezentowali nowe nagrania.

## Dyskografia
| Gone Is Gone (EP)                       | - Data: 8 lipca 2016 - Wydawca: Rise Records    | 7. | 19. | - USA: 2,9 tys.+ |
| Echolocation                            | - Data: 6 stycznia 2017 - Wydawca: Rise Records | 3. | 22. | - USA: 1,7 tys.+ |
| „–” oznacza, że album nie był notowany. |                                                 |    |     |                  |

## Teledyski
| Tytuł            | Rok  | Reżyseria  | Album        | Źródło |
| ---------------- | ---- | ---------- | ------------ | ------ |
| „Starlight”      | 2016 | –          | Gone Is Gone | [ 7 ]  |
| „Stolen From Me” | 2016 | Raul Gonzo | Gone Is Gone | [ 8 ]  |
| „Gift”           | 2016 | –          | Echolocation | [ 9 ]  |
| „Dublin”         | 2016 | Raul Gonzo | Echolocation | [ 10 ] |